# عبد السلام الطود
عبد السلام بن أحمد الطود سياسي ومناضل مغربي، ازداد بمدينة القصر الكبير سنة 1916، واختطف يوم 12 يونيو 1956 بمدينة تطوان، وعثر على قبره ورفاته بمدينة غفساي، حيث تقول الشهادات أنه رحل إليها واغتيل فيها برصاص من قال بعض المتدخلين في الجمع التأبيني الذي أقيم بالمناسبة أنهم من ميليشيات حزب الاستقلال، في إطار الصراع السياسي الدائر آنذاك، بين القوى السياسية غداة الاستقلال في شمال المغرب وخاصة بين حزب الاستقلال وحزب الشورى والاستقلال الذي كان ينتمي إليه.

## حياته
ولد بمدينة القصر الكبير سنة 1916، تلقى تعليمه الأولي بكتاتيب المدينة: كتاب علي ابن العربي بحي باب الواد، ثم كتاب جامع الحمراء بحي الشريعة، حيث أتم حفظ القرأن واستظهار أهم المتون.
بعد ختمه لكتاب الله وحفظه لأهم المتون، واظب على مجالس العلم التي كانت تنعقد بجوامع القصر الكبير لدراسة شروح المتون التي تيسر له استظهارها، على يد أبرز محمد بن عبد القادر الطود، ومحمد الصحراوي وأحمد مومن وأحمد الباعقيلي وعلي المجول.
عاش نشوء الحركة الوطنية بالقصر الكبير في بداية الثلاثينيات من القرن الماضي بتأسيس «جمعية الطالب المغربية» سنة 1931 على غرار سميتها بتطوان، ثم، بعد ذلك بسنوات بتأسيس فرع حزب الإصلاح الوطني وفرع حزب الوحدة المغربية.
غادر القصر الكبير إلى جامعة القرويين بفاس سنة 1933 حيث تتلمذ على مشايخها وقتئذ. صادف مقامه بفاس النهضة السياسية التي ادت إلى قيام الحركة الوطنية الحديثة بكل تياراتها وتفرعاتها وكانلذلك أثر حاسم في تكوينه وتفكيره.
بأمر من والده، عاد إلى مسقط رأسه القصر الكبير سنة 1935 ليغادره مرة أخرى إلى تطوان لمتابعة الدراسة بالمعهد الحر الذي كانت الحركة الوطنية قد أنشأته حديثا.
غادر المغرب إلى الديار المصرية سنة 1938 مع أعضاء البعثة الحسنية لمتابعة الدراسة العليا بكلية اصول الدين بـجامعة الازهر الشريف.
نال شهادة العالمية (الدكتوراه) بدرجة أستاذ في التاريخ الإسلامي في شهر فبراير سنة 1947، بعد مناقشة أطروحة بعنوان «بنو عباد في اشبيلية».
عاد إلى المغرب أواخر سنة 1947، ليعمل مدة قصيرة في سلك التوثيق الشرعي بالقصر الكبير، ثم في سلك التعليم أستاذا بالمعهد العصري للدراسة الثانوية بتطوان.
أسس مع رفاقه من أعضاء البعثة الحسنية حزب المغرب الحر أوائل سنة 1952، وتولى هو إدارة الجريدة الناطقة باسمه، والتي صدر العدد الأول منها بنفس الاسم في فاتح مايو 1952.
تزوج من السيدة فامة محمد عدول في شهر أكتوبر 1952، ورزق منها بثلاثة أطفال، ولدت صغراهم بعد اختطافه بسبعة أشهر.
تولى إدارة المعهد العصري للدراسة الثانوية سنة 1955.
ساهم في تكوين أجيال من المثقفين والاطر الذين يحتلون حاليا مراكز بارزة في دواليب الدولة والإدارة والتعليم وغير ذلك من الفرافق الحيوية بالمغرب. ويقول الفقيه أحمد الخمليشي، أحد تلاميذ الراحل، في تسجيل مصور بثه المنظمون في الجمع التأبيني: "ترك أستاذي أثرا عميقا في نفسي، كان يقدم درس التاريخ،
ليس بوصفه أحداثا منعزلة، لكن بوصفها أحداثا مرتبطة
بالمسيرة الإنسانية والاجتماعية، كانت مادة التاريخ مشوقة
وحيوية ومثيرة للتساؤلات، وكان لا يتوانى في الإجابة عنها،
وتقديم المعرفة في جميع مجالاتها بأسلوبه المثير"، مضيفا أن خطابه
السياسي كان قويا، وكان يواجه خصومه بكل حرية، ودون خوف،
وقوة خطابه دفعت خصومه إلى اختطافه".

## اختطافه واغتياله
اختطف مع رفقيه إبراهيم الوزاني، يوم الثلاثاء 12 يونيو 1956، وعمره لا يتجاوز الأربعين، واقتيد إلى معتقل دار بريشة، حيث انقطعت أخباره عن اسرته. ثبت من تحريات اسرته وابحاث هيئة الإنصاف والمصالحة انه اغتيل بدم بارد في المعتقل السري بغفساي في تاريخ تجهله الأسرة.وقد اتهمت زوجته في اجتماع لهيئة الإنصاف والمصالحة بالحسيمة المهدي بن بركة باستدراج، اختطاف واغتيال زوجها. وبعد نبش المقبرة كشفت تحليلات ADN، التي جرت بإشراف المجلس الاستشاري لحقوق الإنسان أن الرفات يعود للطود. واعتبرت المنظمة المغربية لحقوق الإنسان، في بيان صادر في 13 مايو 2010، أن «اختطاف عبد السلام الطود واغتياله، جرت تحت أعين الدولة، والجرائم، التي نفذتها ميليشيات مسلحة تابعة للحزب الاستقلال وجيش التحرير، تعتبر مسا بالحق في الحياة».